# 경주읍성
경주읍성(慶州邑城)은 대한민국 경상북도 경주시 북부동에 있는 고려.조선시대 읍성이다. 1963년 1월 21일 대한민국의 사적 제96호로 지정되어 있다.

## 개요
읍성이란 군이나 현의 주민을 보호하고, 군사적·행정적인 기능을 함께 하는 성을 말한다.
경주는 통일신라시대 이후 지방통치의 중심지였다. 주로 중심이 되는 지방도시에 읍성을 쌓았으므로 경주에 읍성이 있는 것은 당연한 일이지만, 정확히 언제 만들어졌는지는 알 수 없다. 다만 『동경통지』에 고려 우왕 4년(1378) 다시 지었다는 기록이 있어 처음 이 성이 만들어진 것은 그 이전의 일이라고 짐작할 뿐이다.
지금의 읍성은 조선 전기에 다시 짓고, 임진왜란(1592) 때 불에 탄 것을 조선 인조 10년(1632) 부윤 전식이 동·서·북문을 만들면서 다시 지었다고 한다. 규모에 대해서는 조선시대에 둘레가 약 1.2km, 높이가 약 4m 정도였다는 기록이 보인다. 동서남북에 각각 문이 있어 그 문을 통해 출입을 할 수 있었다고 하지만 지금은 문의 흔적을 찾을 수 없다.
도시계획으로 경주시가 확장되면서 성이 대부분 헐리고 현재는 동쪽 성벽 약 50m 정도만이 옛 모습대로 남아있다. 국립경주박물관 안에 보관되어 있는 성덕대왕신종은 4문 가운데 남문인 징례문(徵禮門)에 걸려 매일 시각을 알려주었다고 한다.

## 성곽

### 문루
경주읍내전도(1798년 제작)된 그림 보면 4대 문 있다고 한다. 그러나 그림을 보면 알듯이 동문에 웅성이 없는데 웅성을 복원 했다.

### 징례문(徵禮門)
경주읍성 남문이자 숭례문 제외하고 전국 읍성 문루 중 가장 크다고 전한다. 임진왜란 불란 뒤에 부윤 전식이 1632년에 한번 수리하고 영조때 1757년에 개축하고 그후 1915년 철거되었다고 한다. 과거 성덕대왕신종이 이 문에 걸려 있었다고 한다. 그리고 징례문 또는 고도남루 이라고 불리지만 1909년 초 사진보면 고도남루(故都南樓)라는 편액이 흐리하게 보인다.

### 향일문(向日門)
경주읍성 동문이다. 발굴 할 때 웅성 자리가 발견 되었다고 한다. 그래서 2018년 11월 8일 복원할 때 웅성까지 복원 되었다.

### 망미문(望美門)
경주읍성 서문이다.  지금은 철거되었다.

### 공진문(拱辰門)
경주읍성 북문이다.  2030년까지 복원 될 예정이다.

### 치
현재는 총 4개가 복원 되어있다.

### 해자
조선 문종~세조년간에 해자(垓子)를 둘렀다.
현재는 복개 도로가 해자이다.

### 여장
일부 복원 되어있다.

## 철거
그런 경주읍성은 1912~1932년 사이 대부분 괴멸되었다. 특히 일정 초기의 파괴가 심각하였다. 자동차 사용의 보급에 따라 도로가 신설 또는 확장되면서 그 속도는 더해졌다.
김신재 교수의 ‘1910년대 경주의 도시변화와 문화유적’을 보면, 징례문은 1912년에 철거되었다. 그 해 11월에 데라우치 마사타게 조선 총독이 경주에 내려와 머무르면서 석굴암 등 신라 유적을 두루 관람하였다. 당시 성문을 통하지 않으면 차를 타고 성안으로 들어갈 수 없었다. 총독이 차를 타고 성안으로 들어갈 수 있도록 미리 징례문을 철거했다는 것이다.
이로써 읍성의 남북으로 이어주는 도로가 뚫렸고, 1915년에 이르러 성벽을 관통하는 신작로가 개설되었다. 신작로는 차가 다니는 길을 말한다. 1918년 10월 대구에서 불국사역까지 철도가 개통되었는데, 철로 개설에 많은 석재가 필요하였다.
따라서 읍성의 많은 석재가 여기에 사용되었던 것으로 전한다. 이로써 천년 고도의 상징인 징례문은 흔적도 없이 사라졌다. ‘고도남루(故都南樓)’의 편액은 물론 초석 하나라도 찾을 수 없다. 2009년 봉황로 정비 사업 때 징례문 터에 아무런 석재도 발견되지 않았다. 이를 생각하면 세상은 변해도 어찌 광감(曠感)이 없어진 것이다.

## 복원
경주시는 2002년부터 경주읍성 복원사업을 펼쳐 지난해까지 160여억원으로 토지 1만2000여m2를 사들여 가옥 56채를 철거한 뒤 2004년 성채와 치성 1개소를 복원했다. 시는 이에 따라 앞으로 총 437억원을 들여 2030년까지 전체 성곽 2.4km 가운데 동·북쪽 성곽 1025m를 잇고 그 사이에 동·북문, 치성 11개소를 복원하기로 했다. 또 성 안에 남아 있던 동경관 및 집경전과 같은 유적을 정비할 계획이다. 성곽 등에 걸쳐 있는 토지 1만9100여m2와 가옥 79채도 매입, 철거한다.
2018년 11월 8일 우선 동문이었던 향일문(向日門)과 동쪽 성곽 324m를 복원하였으며 2019년까지 동쪽 성곽 잔여 구간 160m를 정비할 예정이다.

## 사료에 나오는 경주읍성
- 《동경통지》에 “고려 우왕 4년(1378)에 개축하였고, 높이는 12척 7촌이다.”라는 기록이 있어 고려 우왕 이전에 창건된 것으로 추정된다.
- 《동국여지승람》에 “주위가 4075척 높이는 12척인데, 성내에 우물이 80개소나 있다.”고 기재되었다.
- 《동경잡기》에 “징례문은 읍성 남문인데 임진왜란에 불탄 것을 인조 10년(1632)에 부윤 전식이 중수하고, 동.서.북문도 차례로 건축하였다.”라는 기록이 있다.
- 《문종실록》에는 경주읍성은 둘레 4천75척, 높이 11척6촌, 적대 26개소, 문 3개소, 여장 1천155첩, 우물 83개소 등으로 기록하고 있다.

## 같이 보기
- 동경관
- 경주부 관아건물

## 참고 자료
- 경주읍성 - 국가유산청 국가유산포털